# جایزه بزرگ ژاپن ۱۹۸۸
جایزه بزرگ ژاپن ۱۹۸۸ (انگلیسی: ‎1988 Japanese Grand Prix‎)، که به‌طور رسمی با نام چهاردهمین جایزه بزرگ فوجی تلویژن ژاپن شناخته می‌شود، یک مسابقهٔ موتوری در رشتهٔ اتومبیل‌رانی فرمول یک بود که در تاریخ ۳۰ اکتبر ۱۹۸۸ در پیست سوزوکا واقع در سوزوکا، ژاپن برگزار شد. این گراند پری در میان ۱۶ گراند پری در فصل ۱۹۸۸، مسابقهٔ شمارهٔ ۱۵ بود.
در این مسابقه که در ۵۱ دور و به مسافت ۲۹۸٫۸۲۹ کیلومتر (۱۸۵٫۶۸۴ مایل) برگزار شد، پول پوزیشن توسط آیرتون سنا کسب شد و سریع‌ترین زمان برای طی یک دور پیست که برابر با ۱:۴۶٫۸۵۳ بود نیز توسط آیرتون سنا به ثبت رسید.
آیرتون سنا از تیم مک‌لارن-هوندا، آلن پروست از تیم مک‌لارن-هوندا و تیری بوتسن از تیم بنتون-فورد به‌ترتیب مقام‌های اول تا سوم مسابقه را کسب کردند.

## رده‌بندی قهرمانی پس از مسابقه
| جایگاه | راننده       | امتیاز  |
| ------ | ------------ | ------- |
| ۱      | آیرتون سنا   | ۸۷ (۸۸) |
| ۲      | آلن پروست    | ۸۴ (۹۶) |
| ۳      | گرهارد برگر  | ۴۱      |
| ۴      | تیری بوتسن   | ۲۹      |
| ۵      | میشل آلبورتو | ۲۴      |
| منبع:  |              |         |

| جایگاه | سازنده       | امتیاز |
| ------ | ------------ | ------ |
| ۱      | مک‌لارن-هوندا | ۱۸۴    |
| ۲      | فراری        | ۶۵     |
| ۳      | بنتون-فورد   | ۴۴     |
| ۴      | اروز-مگاترون | ۲۰     |
| ۵      | مارچ-جاد     | ۱۱     |
| منبع:  |              |        |

یادداشت
- تنها پنج جایگاه نخست از هر رده‌بندی نمایش داده شده‌است.